# Céré-la-Ronde
Céré-la-Ronde is een gemeente in het Franse departement Indre-et-Loire (regio Centre-Val de Loire). De plaats maakt deel uit van het arrondissement Tours. Céré-la-Ronde telde op 1 januari 2022 424 inwoners.

## Geografie
De oppervlakte van Céré-la-Ronde bedroeg op 1 januari 2022 49,2 vierkante kilometer; de bevolkingsdichtheid was toen 8,6 inwoners per km².

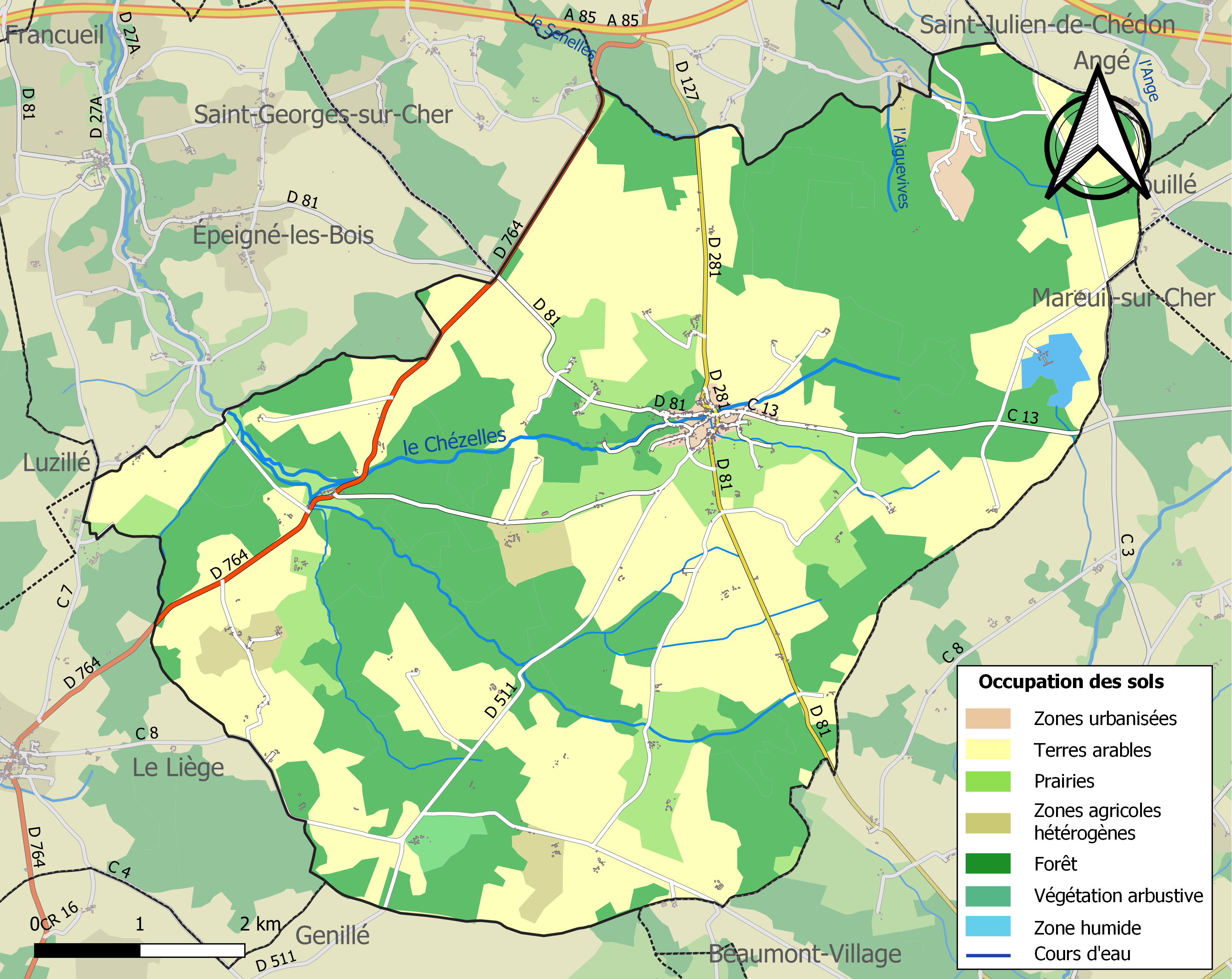
Kaart van de gemeente met belangrijkste infrastructuur, bodemgebruik en omliggende gemeenten

## Demografie
Onderstaande figuur toont het verloop van het inwonertal (bron: INSEE-tellingen).